# 雷丁 (康乃狄克州)
雷丁（英語：Redding）是一個位於美國康乃狄克州費爾菲爾德縣的城鎮。

## 地理
雷丁的座標為41°18′16″N 73°23′34″W / 41.30444°N 73.39278°W，而該地的平均海拔高度為144米（即472英尺）。

## 人口
根據2010年美國人口普查的數據，雷丁的面積為83.10平方千米，當中陸地面積為81.60平方千米，而水域面積為1.50平方千米。當地共有人口9158人，而人口密度為每平方千米110人。